# ليدي كارولين بلاكوود
ليدي كارولين بلاكوود (بالإنجليزية: Lady Caroline Blackwood) (16 يوليو 1931، لندن الكبرى في المملكة المتحدة - 14 فبراير 1996، مانهاتن في الولايات المتحدة)؛ كاتِبة وروائية بريطانية.